# Xenophon von Korinth
Xenophon von Korinth (altgriechisch Ξενοφῶν Κορίνθιος Xenophỗn Korínthios) war ein Athlet der griechischen Antike aus der Stadt Korinth. Er wurde in den 470er und 460er Jahren v. Chr. durch seine zahlreichen Siege bei den Panhellenischen Spielen bekannt, darunter auch bei den prestigeträchtigen Olympischen Spielen, wo er 464 v. Chr. sowohl im Stadionlauf als auch im Fünfkampf triumphierte.

## Familie
Xenophon stammte aus einer aristokratische Familie Korinths, den Oligaithiden. Sein Vater Thessalos war bereits Olympiasieger, möglicherweise im Diaulos (ein Lauf von ca. 384 m) im Jahr 504 v. Chr. Thessalos gewann auch an einem Tag sowohl den Stadionlauf als auch den Diaulos bei den Pythischen Spielen und sicherte sich im selben Monat den Sieg im Hoplitodromos bei den Panathenäen. Auch andere Familienmitglieder wie Ptoeodoros (Großvater), Terpsias (Onkel) und Eritime (Cousin) waren erfolgreiche Athleten. Insgesamt wird der Familie eine große Anzahl von Siegen zugeschrieben, darunter vier Kränze in Delphi und zahlreiche Siege bei den Isthmischen und Nemeischen Spielen.

## Athletische Erfolge
Xenophon gewann insgesamt drei Kränze bei den Olympischen Spielen, zwei Titel bei den Isthmischen Spielen, holte sechs Siege bei den Pythischen Spielen und hatte zahlreiche weitere Erfolge bei den Nemeischen Spielen. Bei den Panathenäischen Spielen errang er drei Siege, dazu kamen sieben Titel bei den Festen zu Ehren der Athena Hellotide in Korinth sowie zahlreiche weitere Erfolge in Arkadien und Argos.
Sein bemerkenswerter Sieg im Stadionlauf (über eine Distanz von ca. 192 m) bei den 79. Olympischen Spielen im Jahr 464 v. Chr. wird in der Chronik des Eusebius erwähnt. Vor seiner Teilnahme an den Spielen hatte Xenophon der Göttin Aphrodite eine bestimmte Anzahl von Hetären für ihren Tempel auf dem Akrokorinth versprochen, wobei die Quellen von 25 bis 100 Hetären sprechen. Seine Siege umfassten sowohl das Stadion als auch den Fünfkampf, eine Leistung, die Pindar in seiner 13. Olympie als beispiellos hervorhob.
Die Analyse von Pindars Ode und eines dazugehörigen Skolions lässt vermuten, dass Xenophon nach seinen Siegen ein Festmahl veranstaltete, bei dem der Dichter seine Werke vortrug und Tänze aufgeführt wurden.